# Paolo Dall'Oglio
Pour les articles homonymes, voir Dall'Oglio.
Paolo Dall'Oglio, né le 17 novembre 1954 à Rome, est un prêtre jésuite italien, missionnaire en Syrie, il est porté disparu depuis juillet 2013.
Fils de catholiques démocrates-chrétiens, il s'est engagé jeune dans le socialisme. Il refonde dans les années 1980 le monastère catholique syriaque de Mar Mûsa, aussi appelé monastère de Saint Moïse l'Abyssin, dans le désert au nord de Damas, en Syrie. Il est très engagé dans le dialogue islamo-chrétien.
À la suite de sa dénonciation ouverte des crimes commis par le régime de Bachar el-Assad dans le contexte de la Guerre civile syrienne, il est expulsé du pays le 12 juin 2012. En juillet 2013, il retourne en Syrie dans la partie Nord contrôlée par les rebelles[Qui ?], avant d'être enlevé à Raqqa le 27 juillet 2013 par l'État islamique en Irak et au Levant. Il est depuis porté disparu.

## Biographie
Paolo Dall’Oglio, né en 1954, est le fils de Cesare Dall’Oglio, catholique démocrate-chrétien, l'un des dirigeants de Coldiretti. Il s'engage jeune dans le socialisme : « J'ai pris très tôt un pli gauchiste, en réaction à mon père, démocrate-chrétien. C'était ma manière de m'émanciper face à cette figure paternelle imposante. Très jeune, je militais dans le mouvement des communautés de bases des "chrétiens pour le socialisme" ». Il participe dans les années 1970 à des manifestations contre l'impérialisme américain : « J'aurais pu appartenir aux brigades rouges à dix-sept ans, dans les années de plomb de l'histoire italienne. Mais le groupe dans lequel je militais s'est scindé, une partie s'est rangée du côté de la lutte armée au nom du communisme, l'autre de la démocratie pour réaliser le socialisme. J'ai opté pour ce dernier ».
Il entre dans la Compagnie de Jésus en 1975 au grand étonnement de ses proches : « J'ai été surpris quand, plus tard, il les a rejoints. Élève, il avait des discussions très vives avec eux. Il critiquait le formatage, l'élitisme de leur enseignement » se souvient Alessandro Maruf, un ami de collège, croisé à San Giuseppe. Le père Paolo indique d'ailleurs avoir été mis à la porte de l'école par les pères Jésuites dans sa jeunesse. Après son service militaire et un pèlerinage en Terre sainte il rejoint la Compagnie de Jésus à 21 ans. Il fait son noviciat en Italie avant de commencer des études universitaires en langue arabe et en études de l'islam à l'université Saint-Joseph de Beyrouth au Liban, et à Damas, en Syrie. Jeune novice, il annonce son désir d'offrir sa « vie pour le salut des musulmans ».
Dans une lettre à sa famille datée du 30 octobre 1983, il explicite ses motivations juste après son ordination diaconale : il souhaite contribuer au dialogue islamo-chrétien pour permettre aux chrétiens minoritaires de continuer à vivre au Moyen-Orient et ainsi éviter le repli sur soi-même ou la disparition des communautés chrétiennes en terre d'Islam : « L’islam constitue une épreuve, un défi, un appel indirect à la conversion pour connaître et imiter Jésus, pour les chrétiens du Proche-Orient comme pour l’Église tout entière [...] Le dialogue est également pour moi un engagement politique parce qu’il aboutit à la paix et à la justice »
En 1984, il est ordonné prêtre en rite syriaque catholique. La même année, il obtient des diplômes en langue arabe et en études de l'islam de l'Université de Naples - L'Orientale et en théologie de l'Université pontificale grégorienne. En 1981 il se rend à Damas étudier l'arabe et les sciences  islamiques. En 1986, il obtient un autre diplôme de l'Université pontificale grégorienne en missiologie. En 1989, il est promu docteur de l'Université pontificale grégorienne, ayant écrit son mémoire de thèse sur le sujet « L'espérance en Islam ». Il collabore régulièrement à la revue Popoli, revue missionnaire internationale des jésuites italiens, fondée en 1915.[réf. nécessaire]
En 1982, il découvre les ruines de l'ancien monastère catholique syriaque de Mar Mûsa, bâti au XIe siècle autour d'un ancien ermitage occupé dès le VIe siècle par saint Moïse l'Abyssin. Il y trouve un endroit de solitude religieuse pour se retirer du monde. En 1992, il y fonde la Communauté al-Khalil (l'ami de Dieu, en arabe), une communauté religieuse œcuménique mixte, avec des hommes et des femmes, ce qui est normalement contraire au XXe canon du deuxième concile de Nicée. Al-Khalil est le nom coranique du patriarche Abraham, père spirituel des trois monothéismes abrahamiques. Charles de Foucauld, est l’une des sources de l’identité spirituelle de Deir Mar Musa.
La communauté s'installe d'abord au monastère de Saint-Moïse-l'Abyssin.
En 2009, il reçoit un doctorat honoris causa double de l'Université catholique de Louvain et de la Katholieke Universiteit Leuven.
En 2011, dès le début de la  Guerre civile syrienne  le père Paolo, en accord avec ses convictions religieuses et politiques, prend fait et cause pour un changement politique en Syrie en soutenant les opposants au gouvernement de  Bachar el-Assad, tout en appelant à la non violence.
Paolo Dall'Oglio écrit un texte : La démocratie consensuelle, pour l’unité nationale, publié le 27 juillet 2011 sur le site officiel du monastère de Deir Mar Musa, dans lequel il propose une solution pacifique aux problèmes posés par la Guerre civile syrienne qui a éclaté en Syrie au début de l'année, en indiquant le chemin d'une transition politique vers l'instauration d'institutions démocratiques, fondées sur le consensus entre les différentes composantes de la sensibilité sociale et religieuse, qui cohabitent dans le pays, sujet sur lequel il travaillait depuis 20 ans via des actions culturelles pour l'émergence de la société civile et pour le dialogue inter religieux,. La publication de ce texte a été suivie par une réaction immédiate du régime de Bachar el-Assad, impliqué dans la répression des manifestations, qui a déclaré le père Dall'Oglio persona non grata et décrété son expulsion de la Syrie. En mars 2011 son permis de séjour a été bloqué, en novembre son avis d'expulsion lui est parvenu. Le ministère syrien des affaires étrangères s’est adressé à Georges Kassab, archevêque de Homs, pour le convaincre de quitter le territoire. Paolo Dall'Oglio continue à vivre en Syrie, la situation se trouvant gelée avec les autorités à la suite d'un appel à son soutien sur Facebook.
Dans un article de La Croix du 03 octobre 2011, Paolo Dall'Oglio explique que la Syrie est confrontée à des tensions culturelles et générationnelles ainsi qu'à des tensions de nature confessionnelle et ethnique ; la majorité de la population syrienne de confession sunnite ne souhaite plus vivre sous la domination de la minorité alaouite. Il reconnaît que la minorité chrétienne souhaite, quant à elle, rester neutre ou soutient le gouvernement en place : « Les chrétiens de Syrie sont effrayés par la démocratie, au point qu'il leur arrive d'accepter que soient commis des actes totalement contraires aux droits de l'homme […]
"La démocratie ne fait pas partie de l'héritage culturel des chrétiens de Syrie. Elle n'a jamais existé au sein de l'Église, qui ne fonctionne pas sur un mode démocratique, pas plus qu'elle n'existe au sein de la famille, qui est régie par le système patriarcal, ni davantage au niveau de la société, qui ne l'a jamais connue en tant que telle » ; il rappelle dans cet article l'importance d'une contestation par la non violence, comme l'avait prôné par le passé Mohandas Karamchand Gandhi dont il est un grand admirateur : « Mais le choix de la non-violence doit être accepté par tous. Les manifestations doivent rester pacifiques, et nous sommes opposés à toute forme d'intervention militaire étrangère, comme nous condamnons les sanctions économiques, une violence infligée aux plus pauvres de la société alors qu'elle épargne les plus riches ».
Du 27 mai au 4 juin, le père Paolo s'installe dans la ville de Qusair, dans le but d'une action de médiation pour libérer des chrétiens enlevés par des factions djihadistes. A cette occasion il sera interviewé par une radio italienne et Orient-TV : « Je suis interviewé par Orient-TV, chaîne satellitaire de la révolution. Cela est très embarrassant, je pense à l'évêque, aux autorités religieuses. La situation est en train de se compliquer sérieusement pour moi ».  Effectivement, son évêque le contactera à ce moment en lui demandant de quitter la Syrie, à la suite de sa lettre ouverte à l'envoyé spécial des Nations unies, Kofi Annan. Le père Paolo s'étant précédemment engagé à ne plus intervenir dans la politique du pays, n'ayant pas respecté cet engagement, il obéira à son évêque et quittera la Syrie le 12 juin 2012.
Le 25 juillet 2013 il lance une pétition à l'intention du pape François (pape), issu lui-même de la Compagnie de Jésus. Cette pétition dénonce une compromission de l'église syriaque avec le gouvernement de Bachar el-Assad dans le but de manipuler l'opinion internationale pour paralyser la diplomatie et la politique européennes à l'encontre de Bachar el-Assad.
Le 27 juillet 2013, Paolo Dall'Oglio retourne en Syrie, après avoir traversé la frontière turque, et se rend à Raqqa, fief de l'État islamique, afin de négocier la libération, entre autres, de deux activistes syriens qui l'avaient aidé lors d'un précédent séjour à Raqqa (dont Firas Al Haj Saleh, frère de l’écrivain Yassin al-Haj Saleh) retenus en otages par daesh par principe de Badaliya et ce, malgré les avertissements de son entourage, car plusieurs enlèvements de personnalités ont été signalés dans cette ville. Deux jours plus tard, le lundi 29 juillet 2013, des hommes de l'EIIL, après avoir tué un accompagnateur du père, enlèvent ce dernier,. Le 27 juillet au soir alors qu'il avait rendez-vous avec Daesh, son dernier mail à ses proches indique : « Salut à tous de Rakka. En Syrie libre ! » ; son dernier message sur Facebook signale qu'il est heureux d'être arrivé à Raqqa dans une ville libérale où la soirée du Ramadan s'est passée en liberté dans les rues,. Depuis, son sort est incertain,,,.
Le dimanche 26 juin 2015, à l'approche du 2e anniversaire de son enlèvement, le pape François a lancé un appel pour sa libération : après avoir rappelé que « dans quelques jours, aura lieu le deuxième anniversaire de l’enlèvement, en Syrie, du P. Paolo Dall’Oglio, le pape a lancé, dimanche 26 juillet, depuis une fenêtre du palais apostolique place Saint-Pierre, un appel affecté et pressant pour la libération de ce religieux estimé ». Le 6 novembre 2017, le journal La Croix publie un article intitulé « Daech affirme avoir tué le père Paolo Dall’Oglio après son enlèvement en 2013 » ; l'article précise toutefois qu'aucune preuve n'en a été donnée.
Ses proches, dont la chercheuse Marie Peltier, plusieurs années après son enlèvement, estiment que le père Paolo a été oublié : « sa disparition est à l'image de celle des milliers de civils syriens dont l'histoire et le récit ont été éclipsés par des considérations géopolitiques ». Un journaliste de La Croix qui a enquêté sur sa disparition s'interroge également sur la volonté réelle des autorités politiques et religieuses de lever le mystère de sa disparition.
Le 30 août 2023, un ouvrage de René Guitton, publié à titre posthume, rend hommage au père Paolo dix ans après sa disparition : Paolo la présence de l'absent.
Le 3 juin 2025, le quotidien La Repubblica rapporte que le corps de Paolo Dall'Oglio aurait été découvert dans une fosse commune près de Raqqa.

## Écrits
- Oser l'œcuménisme, Intervention du P. Paolo Dall’Oglio à l’occasion du colloque tenu à Paris, les 16 et 17 novembre 2007, « Quel avenir pour les chrétiens d'Orient ? » (consultable en ligne sur le site officiel du monastère de Deir Mar Moussa al-Habachi)

- Éloge du Syncrétisme, Écrit  du P. Paolo Dall’Oglio   (consultable en ligne sur le site officiel du monastère de Deir Mar Moussa al-Habachi)

- Amoureux de l'islam, croyant en Jésus, avec la collaboration d'Églantine Gabaix-Hialé, préface de Régis Debray, 190 p. Les Éditions de l'Atelier, 2009  (ISBN 978-2-7082-4044-5)

- La démocratie consensuelle, pour l’unité nationale (texte de Paolo Dall’Oglio, publié le 27 juillet 2011 sur le site officiel du monastère de Deir Mar Moussa al-Habachi).

- La rage et la lumière, avec la collaboration d'Églantine Gabaix-Hialé, Les Éditions de l'Atelier, mai 2013[30].